# Arquitectura hostil

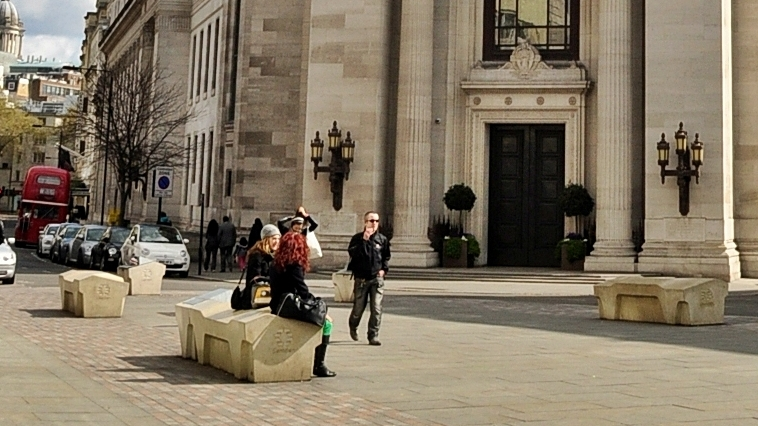
Bancos de Camden en Londres, ejemplos de diseño hostil.

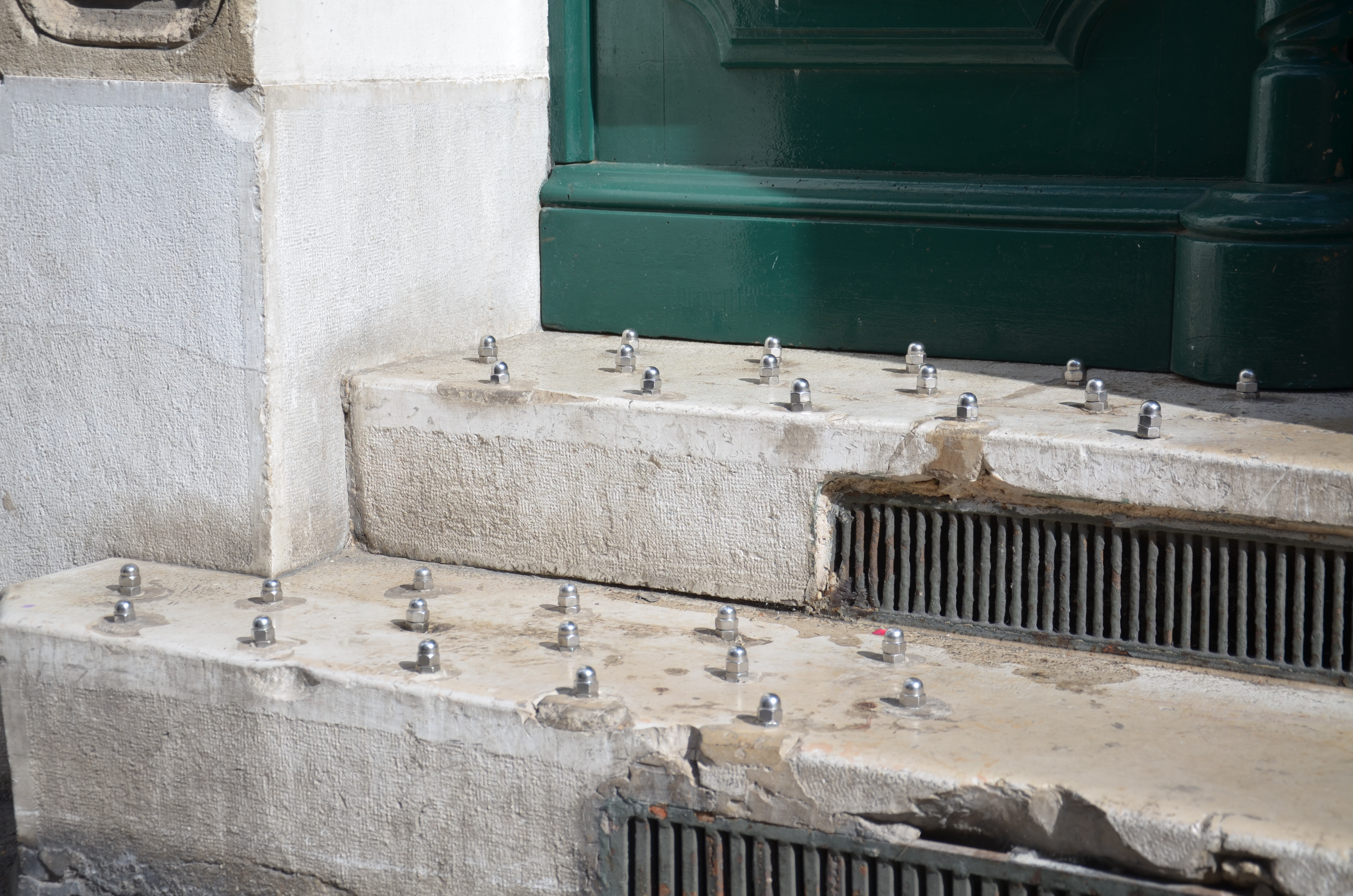
Tornillos instalados a la entrada de un edificio en Marsella (Francia) para desalentar su uso como banco.

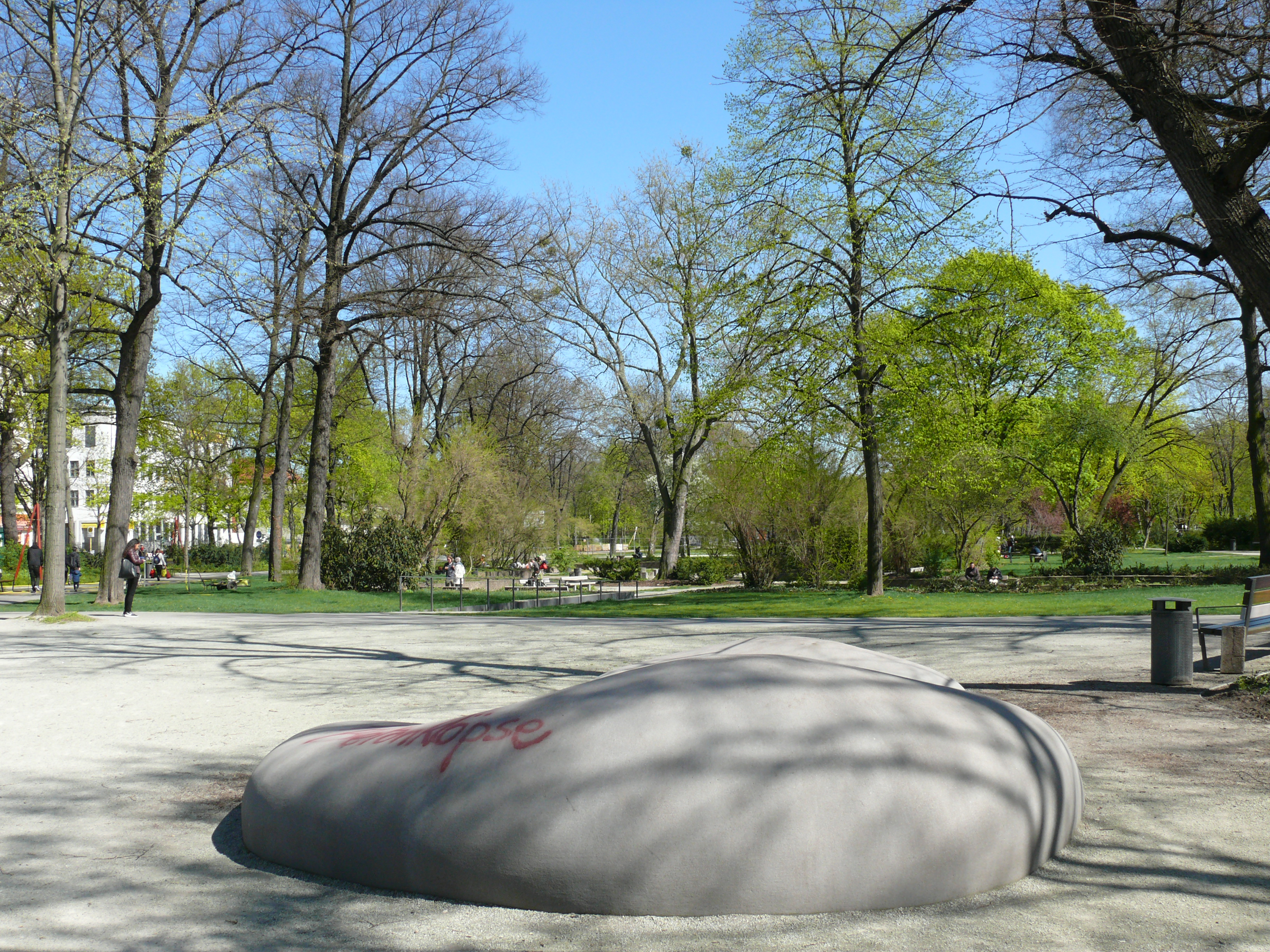
Sitzkiesel ("Guijarro para sentarse") reemplazando un banco anterior en el Kleiner Tiergarten en Berlín.

La arquitectura hostil es una tendencia de diseño urbano en la que los espacios públicos se construyen o alteran con el fin de desalentar su utilización indebida. También conocida como diseño desagradable o arquitectura defensiva (no recomendada), esta tendencia está habitualmente asociada como medio de repeler a las personas sin hogar, por ejemplo, en la forma de "pinchos anti-vagabundos", que se colocan en superficies planas para impedir su uso como lugar de descanso.

## Arquitectura hostil
La arquitectura hostil se planifica para impedir ciertas actividades consideradas incívicas si bien el resultado acaba, en muchas ocasiones, impidiendo su uso por otros colectivos y perjudicando la comodidad y la convivencia de todos los ciudadanos.
La arquitectura hostil trata de disuadir el skateboarding, el ensuciamiento, la vagancia y la micción. Para ello, se recurre a diversos métodos tales como alféizares inclinados para evitar que las personas se sienten, bancos con apoyabrazos colocados para evitar que se duerma en ellos y aspersores de agua que se activan de manera intermitente pero que no sirven realmente para el riego.
A pesar de que el término "arquitectura hostil" es reciente, existen antecedentes que demuestran la presencia de dichas técnicas en épocas pasadas, por ejemplo: deflectores de orina que datan del siglo XIX.

## Críticas a la arquitectura hostil
Los críticos de la arquitectura hostil argumentan que este conjunto de técnicas imposibilita la vida en la calle, que reemplaza los espacios públicos por espacios comerciales o "pseudo-públicos" y fomenta una arquitectura "para aplicar divisiones sociales".
El término de 'arquitectura defensiva' ha sido tildado de "engañosa y eufemística" por el grupo de lingüistas alemán tras la campaña 'Unwort des Jahres' (no-palabra del año) por tratarse de un término poco apropiado. La arquitectura hostil se ha demostrado como una herramienta aporofóbica (rechazo sistémico de la pobreza y de los pobres).
Desde la industrialización las ciudades se han puesto al servicio de la movilidad, el comercio, el consumo en aras de la productividad. Esta orientación histórica acaba haciendo de la ciudad un medio hostil para muchos colectivos -niños, discapacitados, ancianos, madres, jóvenes- que no pueden realizar actividades no productivas -sentarse rodeados de silencio, descansar, beber agua potable sin coste, etc. Desde este punto de vista las ciudades necesitan ponerse al servicio de sus ciudadanos y atender todas estas necesidades de socialización y cuidados.